# Paul Hollingdale
Paul Hollingdale (30 marzo 1938 – Brighton, 5 luglio 2017) è stato un conduttore radiofonico britannico.

## Biografia
Divenne noto per aver presentato il primo programma trasmesso sulla BBC Radio 2, Breakfast Special.
Hollingdale è stato anche il primo presentatore della Radio 210 a Reading, lanciando la stazione nel 1976 con The Breakfast Show, che veniva strasmesso dalle 6.00 alle 10.00.
Il 30 settembre 2007 ritornò nella Radio 2 per uno spettacolo speciale per celebrare il 40º anniversario della radio.
Nel 1979 apre e condusse la Blue Danube Radio, una stazione radiofonica in lingua inglese presente a Vienna, e in Austria, fino al 2000, anno di chiusura. Successivamente si trasferì a Vienna, dove lavorò come narratore di certi show televisivi sino alla sua morte a Brighton avvenuta il 5 luglio 2017.